# Phavaraea stygne
Phavaraea stygne är en fjärilsart som beskrevs av Walker 1854. Phavaraea stygne ingår i släktet Phavaraea och familjen tandspinnare. Inga underarter finns listade i Catalogue of Life.